# Fimbrilla tenuis
Fimbrilla tenuis is een rondwormensoort, behorende tot de orde Enoplida. De plaatsing in een familie is onzeker. De wetenschappelijke naam van de soort is voor het eerst geldig gepubliceerd in 1894 door Cobb.